# CUE!
『CUE!』（キュー）は、リベル・エンタテインメントより配信されていたスマートフォン向けアプリケーションゲーム。ジャンルは次世代声優育成ゲーム。サービス期間は2019年10月25日 - 2021年4月30日。基本プレイ無料（アイテム課金制）。
キャストには16名の新人女性声優を起用し、ゲームの展開とともに声優の育成も進めていくというプロジェクト。
2021年2月27日、アプリの改善に業務を集中させる必要から現サービスを同年4月30日に停止することが発表され、予定通り現サービス運営を終了した。サービス再開に向けて準備が進められてきたが、2022年1月からスタートしたTVアニメ放送終了後の翌月7月23日、満足いくサービスの提供は困難としてサービス再開を断念することが発表され、事実上のサービス終了となった。本作キャストによる声優ユニット「AiRBLUE」についても同年11月19日の4th LIVEをもって活動を終了した。

## ストーリー

### ストーリー（原作ゲーム）
物語は、主人公（プレイヤー）が、足をくじいて動けなくなっている六石陽菜を助けるところから始まる。彼女を仕事先である声優事務所まで連れて行くと、そこで彼女が声優のタマゴである事を知る。事務所は職員が少数の為忙しく、主人公も流されて仕事を手伝う事に。そのうち、マネージャーになることを決意し、声優のタマゴ達をサポートしていく。

### ストーリー（アニメ）
実績も経験もない、できたてホヤホヤの声優事務所『AiRBLUE』（エールブルー）。そこに所属するのは個性豊かな声優の卵たち。彼女たちはいまの自分に何ができるのかを考え、それぞれが信じる形で夢へと駆け出していく!
しかし、夢を抱きつつも直面する厳しい現実。苦悩、挫折、葛藤—。いくら練習を重ねても、全員がオーディションに合格することは叶わない。声優を目指す者なら誰もがぶつかる壁を前に、彼女たちはどう立ち向かっていくのか?
新人声優たちによる物語が、いま始まる。
全面的にアニメ版独自のストーリー展開で、デビュー作やアニメ内作品、チームの呼び方などが異なり、アニメ版オリジナルキャラクターも多数登場する。ただし、特定のキャラクターがスポットされた話（お当番回）ではゲームから引き継がれたストーリーもある。また、原作ゲームにおいてプレイヤーの分身となるマネージャーは登場せず、マネジメントはすべて五十鈴りおが担当している。

## キャラクター
原作では、花鳥風月にちなんだFlower、Bird、Wind、Moonというチーム名が設定されている。アニメ版でのチーム分けも原作の花鳥風月と同じだが、デビュー作や携わる企画に基づいた呼称に変更されている。

### Flower
本作で最初に出会うメンバー。
原作では、『魔法少女協会マジック◆ワークス』でデビュー。最初に開催されたイベント『Girls meet meat! アラカルト』では彼女たちがバーベキューに行く話が描かれた。
アニメ版では、デビュー作『花爛漫！ ブルームボール』にちなんで『ブルームボール組』と呼ばれる。
六石陽菜（むついし はるな）
声 - 内山悠里菜
16歳。私立秋島高校に通う。東京都出身。3月21日生まれのおひつじ座。プレイヤーへの呼称は「マネージャーさん」。とある作品を見て声優を志した。
飼っている亀の「亀井さん」は大事な友達であり、レッスン中も「亀井さん」の脱走や看病で休むことがある。また、生物として敬意も払っており「亀ではなく亀井さんとちゃんと呼んで」と口をすっぱくしていったこともある。
肩にかかる程度の麻色の髪の少女。時間を間違えるなど、少々おっちょこちょいだが、礼儀正しく温和な性格で、チームメイトが揉めそうになった時は仲裁に入ろうとしていた。

鷹取舞花（たかとり まいか）
声 - 稗田寧々
17歳。都立神瑞学園高校に通う。東京都出身。11月25日生まれのいて座。プレイヤーへの呼称は「マネージャー」。
大家族であり、弟たちがおり、その弟たちが見ている作品で声を当てたいと思い、声優を志す。黒っぽい髪を後頭部でまとめている少女。陽菜には『口調はちょっと荒いけど、みんなのことを考えてると思うの』と評される。

鹿野志穂（かの しほ）
声 - 守屋亨香
18歳。大学生。千葉県出身。6月6日生まれのふたご座。プレイヤーへの呼称は「ジャーマネ」。
緑と銀の中間くらいの色のショートヘアの少女。多少クセ毛気味。感情をあまり表に出さない。お寺の一人娘であり、スケッチをする事などが趣味。

月居ほのか（つきい ほのか）
声 - 緒方佑奈
16歳。都立神瑞学園高校に通う。茨城県出身。1月9日生まれのやぎ座。プレイヤーへの呼称は「マネージャー」。
腰の辺りまで伸ばした濃い茶髪の少女。陽菜には『わたしもほのかちゃんみたいに、みんなを引っ張れるようにならないと』とコメントされている。

### Bird
原作では、『ふぇありん∞ふぇありん』でデビューする。
アニメ版では『プロジェクトVogel』でデビューし、『chun×4（フォーチュン）』というチーム名になっている。挿入歌『We Can Fly!!!!』もChun×4名義である。
天童悠希（てんどう ゆうき）
声 - 鷹村彩花
15歳。都立神瑞学園高校に通う。東京都出身。10月30日生まれのさそり座。プレイヤーへの呼称は「マネージャー」。
茶色のショートヘアの少女。頭頂部のクセ毛が特徴。ロボットアニメが好きで、プラモ作りが趣味。実家が歴史ある大衆食堂で、頑固な父親の反対を押し切って声優業界に入った。

赤川千紗（あかがわ ちさ）
声 - 宮原颯希
18歳。フリーター。新潟県出身。2月12日生まれのみずがめ座。プレイヤーへの呼称は「マネージャー」。姉がいる。
腰に届くくらいの茶色の髪の少女。気の強い性格だが、しっかり者で面倒見が良くBirdのまとめ役を務めている。特技は植物栽培で、事務所屋上の花壇で様々な植物を育てており、そこで収穫した野菜で料理することもある。

恵庭あいり（えにわ あいり）
声 - 飯塚麻結
15歳。私立星漣女子学院に通う。東京都出身。3月14日生まれのうお座。プレイヤーへの呼称は「マネージャーさん」。
黒色のショートヘアの少女。右側頭部のみ髪をまとめている。占いを信じるタイプで、いつもハズレに行ってしまうことが多く、控えめな性格もその影響によるもの。

九条柚葉（くじょう ゆずは）
声 - 村上まなつ
16歳。私立星漣女子学院に通う。シンガポール出身。7月6日生まれのかに座。プレイヤーへの呼称は「マネージャー」。
肩に届くくらいのグレーの髪の少女。ポジティブな性格の帰国子女だが、常識はずれで世間知らずなところがある。
親は大手アパレルブランドを経営している実業家で、自身も会社を経営する。長い間家族と共に海外にいたため、日本のアニメに大きな憧れを持つ。

### Wind
原作では、『こんにちは、いただきます。』でデビューする。また、風船がチーム結成につながるストーリーは、アニメ版にも引き継がれた。
アニメ版では、webラジオ『向かい風を捕まえて』を自分たちで開設する。また、その視聴者のオファーを受け、アニメーション制作に携わる。
夜峰美晴（よみね みはる）
声 - 安齋由香里
22歳。大学院生。福岡県出身。5月12日生まれのおうし座。プレイヤーへの呼称は「マネージャーさん」。
背中の真ん中位まで届く茶色の髪の女性。物腰柔らかい優しい性格で天然ボケなところもある。特技はピアノ演奏。兄がいる。無類の酒好きで、酔ったことがないと言っているが、記憶に無いだけで、実はかなり酔っ払っていたことがメンバーから証言されている。

神室絢（かむろ あや）
声 - 松田彩希
18歳。大学生。東京都出身。6月9日生まれのふたご座。プレイヤーへの呼称は「マネージャー」。
お尻まで届く黒っぽい髪の少女。クールでスタイルは良いが、実は人見知りでコミュニケーションが苦手。弱っていた猫を保護しようとする優しい性格。

宮路まほろ（みやじ まほろ）
声 - 山口愛
21歳。大学生。愛知県出身。4月9日生まれのおひつじ座。プレイヤーへの呼称は「マネージャー」。
ピンクのような色のショートヘアーのクセ毛の女性。頭頂部のクセ毛が特徴。ダルそうなイメージだが、元子役で芸能界のキャリアは豊富であり、真面目に仕事をこなすしっかり者。

日名倉莉子（ひなくら りこ）
声 - 鶴野有紗
21歳。フリーター。兵庫県出身。9月28日生まれのてんびん座。プレイヤーへの呼称は「マネージャー」。
腰まで届く金髪のロングヘアーの女性。ポジティブかつサバサバしているが、大雑把な一面がある。メイクとアウトドアが趣味。

### Moon
原作では、利恵が街中でスカウトされた作品『黒白のゲネヴィア』でデビューする。初めは利恵、聡里、鳴の3人のチームだった。
アニメ版では、他のチームが活躍する中で、なかなか自分たちの道を見つけられずにいたが、『花爛漫！ ブルームボール』の第2期で全員がデビューを果たす。
丸山利恵（まるやま りえ）
声 - 立花日菜
18歳。フリーター。埼玉県出身。12月18日生まれのいて座。プレイヤーへの呼称は「マネージャー」。
銀髪のショートヘアーだが、右前側だけは伸ばしている少女。悪魔「エリス」を自称し『我輩』などといった厨二病的な言い回しを好むが、それはキャラ付けであり、素の口調は普通である。実際は真面目で責任感がある。声優に入る前はバンドをやっていた。鳴とは幼馴染。

宇津木聡里（うつぎ さとり）
声 - 小峯愛未
19歳。大学生。東京都出身。7月19日生まれのかに座。プレイヤーへの呼称は「マネージャーさん」。
腰まで届く黒髪ロングヘアーの少女。読書が趣味で図書館に行くことが多い。禀音から「ルーティンバカ」と呼ばれるほど、決めた通りに物事を進めないと気が済まない。母親も「宇津木りょうこ」という有名声優。

明神凛音（みょうじん りんね）
声 - 佐藤舞
20歳。フリーター。北海道出身。8月12日生まれのしし座。プレイヤーへの呼称は「マネージャーさん」。
やや長めの茶色のショートヘアー。ダークなイメージのメンバーが多いMoonの中では一番明るく、天真爛漫な性格の女性。子供好きで、近所の子供達と遊ぶことが多い。実家は北海道の酪農家。
他のメンバーより遅れてエールブルーに所属した。アニメ版では、『花爛漫！ ブルームボール』のオーディション会場でエールブルーのみんなと出会い、入所を決めた。

遠見鳴（とおみ めい）
声 - 土屋李央
17歳。フリーター。フランス出身。1月31日生まれのみずがめ座。プレイヤーへの呼称は「マネージャー」。
金髪のショートヘアーの少女。マイペースかつ、口数が少なく感情表現が乏しい。プレイヤーへは常に敬語を用いる。ゲーム好きでプログラミングも出来、自作のゲームも作っている。利恵とは日本で最初に出会った親友であり幼馴染で、声優を始めたきっかけも利恵。

### その他の登場人物
マネージャー
プレイヤーの分身。押しに弱く流されやすい性格だが、一方で人に好かれやすい性質も持ち、会って間もないのに『マネージャーになって欲しい』と思われるほどである。
アニメ版では登場しない。

鳳真咲（おおとり まさき）
声 - 日笠陽子
34歳。「エールブルー」社長。10月31日生まれのさそり座。
腰まで届く焦げ茶色の髪の女性。自身も有名声優として活躍している。所属声優からは慕われているが、事務所に来たばかりで戸惑うマネージャーに対して、書類のコピーをとらせたり、声優のスカウトに行かせたりするなど、強引な部分もある。また厳しさもあり、「誰かが受かって、誰かが落ちるのがこの世界よ」と口にしたこともある。
アニメ版では、いきなり『花爛漫! ブルームボール』のオーディションを持ってくるところから始まる。

由良桐香（ゆら きりか）
声 - 五十嵐裕美
34歳。「エールブルー」レッスンコーチ。1月17日生まれのやぎ座。
濃いグレーの髪を後頭部でまとめた女性。レッスンにおいては鬼コーチだが、仲間思いの優しい人物であり、演技指導でも真咲から信頼されている。原作では、最終章の最後でアメリカに旅立った。一方、アニメ版ではその瞬間のシーンこそ描かれなかったが、最終話のエンディング中にニューヨークのブルックリンブリッジパークで電話をしているシーンが描かれており、同じく旅立ったものと思われる。

五十鈴りお（いすず りお）
声 - 洲崎綾
年齢不詳。「エールブルー」チーフマネージャー。5月4日生まれのおうし座。
メンバーにも気さくに接しているが、多少ドジな部分もある。しかし、若い見た目によらず、ベテランの敏腕マネージャーといわれる。上司である鳳真咲に「てへぺろ」などと発言したり、語尾を「でぃーっす」といったように崩したりする癖がある。
アニメ版ではマネージャーは登場しないが、肩書はチーフマネージャーとなっている。

### アニメ版オリジナルキャラクター

#### 『花爛漫！ ブルームボール』関係者
無量坂京子
声 - 種﨑敦美
『花爛漫！ ブルームボール』の原作者。無口な性格であり、周囲とのやり取りの際は担当編集者の安藤を介する事もある（オーディションの際など）。
福岡雄介
声 - 兼政郁人
アニメ『花爛漫！ ブルームボール』の監督。眼鏡を掛けた40歳前後の男性で、原作を大事にするタイプ（声優選定の際など）。
斉田源三郎
声 - 松山鷹志
アニメ『花爛漫！ ブルームボール』の音響監督。オーディションや声優選定に関わった他、収録の際の演技指導も担当している。
望月エイジ
声 - 興津和幸
アニメ『花爛漫！ ブルームボール』のメーカープロデューサー。声優選定などに関わっている。声優選定の際、準主役級の役に新人を起用することに躊躇するなど、慎重な部分がある。
安藤紗月
声 - 中原麻衣
無量坂京子の担当編集者。無量坂と親密な関係を築き上げており、周囲とのやり取りを介する事もある。また、彼女が締め切り前等で会議に出席できない時は、作者代理として参加する事もある。

## メンバー比較
身長などをキャラクター説明内に入れると可読性が低下する為、以下の表にて記載する。尚、ソート(並べ替え)で記載順が変わる都合上、星座などは全員をリンクしている。また、血液型の表記順は赤十字社のページに準じ、A→B→O→ABの順とする。
元に戻す場合は、「好物/趣味」をクリックすれば戻ります。
| 名前担当声優                      | 年齢 | 誕生日 星座         | 血液型 | 身長  | 出身         | 学校 職場        | 好物趣味                                 | チーム名 |
| --------------------------------- | ---- | ------------------- | ------ | ----- | ------------ | ---------------- | ---------------------------------------- | -------- |
| むついしはるな 六石陽菜内山悠里菜 | 16歳 | 03月21日 おひつじ座 | A型    | 157cm | 東京都       | 私立秋島高校     | ぬいぐるみ すき焼き亀の世話 アニメ       | Flower   |
| たかとりまいか 鷹取舞花稗田寧々   | 17歳 | 11月25日 いて座     | B型    | 162cm | 東京都       | 都立神瑞学園高校 | ラーメンゲーム 兄弟と遊ぶ                | Flower   |
| かのしほ 鹿野志穂守屋亨香         | 18歳 | 06月06日 ふたご座   | O型    | 152cm | 千葉県       | 大学生           | アザラシアート制作                       | Flower   |
| つきいほのか 月居ほのか緒方佑奈   | 16歳 | 01月09日 やぎ座     | O型    | 167cm | 茨城県       | 都立神瑞学園高校 | りんごアメコミ                           | Flower   |
| てんどうゆうき 天童悠希鷹村彩花   | 15歳 | 10月30日 さそり座   | B型    | 148cm | 東京都       | 都立神瑞学園高校 | いなり寿司プラモ作り ロボットアニメ鑑賞  | Bird     |
| あかがわちさ 赤川千紗宮原颯希     | 18歳 | 02月12日 みずがめ座 | A型    | 153cm | 新潟県       | フリーター       | 野菜 スイーツ料理 買い物                 | Bird     |
| えにわあいり 恵庭あいり飯塚麻結   | 15歳 | 03月14日 うお座     | A型    | 150cm | 東京都       | 私立星漣女子学院 | グミ お笑いキャラクターショー            | Bird     |
| くじょうゆずは 九条柚葉村上まなつ | 16歳 | 07月06日 かに座     | B型    | 149cm | シンガポール | 私立星漣女子学院 | クレープお出かけ 面白いもの探し          | Bird     |
| よみねみはる 夜峰美晴安齋由香里   | 22歳 | 05月12日 おうし座   | A型    | 164cm | 福岡県       | 大学院生         | グァバ 焼酎ピアノ 酒場めぐり             | Wind     |
| かむろあや 神室絢松田彩希         | 18歳 | 06月09日 ふたご座   | B型    | 172cm | 東京都       | 大学生           | チョコレート少女漫画                     | Wind     |
| みやじまほろ 宮路まほろ山口愛     | 21歳 | 04月09日 おひつじ座 | AB型   | 154cm | 愛知県       | 大学生           | ラーメンSNS 自撮り                       | Wind     |
| ひなくらりこ 日名倉莉子鶴野有紗   | 21歳 | 09月28日 てんびん座 | O型    | 160cm | 兵庫県       | フリーター       | 唐揚げサーフィン バイク メイク           | Wind     |
| まるやまりえ 丸山利恵立花日菜     | 18歳 | 12月18日 いて座     | A型    | 154cm | 埼玉県       | フリーター       | 和菓子 お風呂ファッション 音楽           | Moon     |
| うつぎさとり 宇津木聡里小峯愛未   | 19歳 | 07月19日 かに座     | A型    | 164cm | 東京都       | 大学生           | ステーキ 映画アニメ 声優 読書            | Moon     |
| みょうじんりんね 明神凛音佐藤舞   | 20歳 | 08月12日 しし座     | O型    | 155cm | 北海道       | フリーター       | 肉 お笑いカメラ 近所の子供たちと遊ぶこと | Moon     |
| とおみめい 遠見鳴土屋李央         | 17歳 | 01月31日 みずがめ座 | AB型   | 153cm | フランス     | フリーター       | 甘い物 ティラミスゲーム                  | Moon     |

## 各種用語など
LP
レッスンポイントの略であり、レッスンを行う際に消費する。回復アイテムで回復出来る他、ブルージュエルや時間経過でも回復する事が出来る。

RP
レコーディングポイントの略であり、収録やコンペを行う際に消費する。回復アイテムで回復出来る他、ブルージュエルや時間経過でも回復する事が出来る。

特訓ゲージ
レッスンを繰り返すことで溜まっていき、満タンになると「特訓」が開始される。「特訓」中は一定の確率で「超！特訓」が発生し、「超！特訓」中は取得経験値量の上昇などの効果がある。

### 組織・団体など
エールブルー
本作の舞台となる芸能事務所で、社長は鳳真咲。自前の寮も持つが職員は少ない。

私立秋島高校
六石陽菜が通う高校。

都立神瑞学園高校
鷹取舞花、月居ほのか、天童悠希、が通う高校。

私立星漣女子学院
恵庭あいり、九条柚葉、が通う高校。

## ゲームシステム
ノベルパートでは、アドベンチャーゲームでよくある「立ち絵」ではなく、セリフに合わせて滑らかにキャラクターが動く他、バックログ(回想)機能及びそこでのセリフ音声再生もできる。

### 各種スキルなど
リンクボーナス
一定の条件下で取得でき、特定のメンバーでレッスン・収録した際に、習熟度上げ・スキル使用を行う事が出来るスキル。例えば「魔法少女隊」は「魔法少女協会マジックワークス」のレッスンの内ほのかのチャプター2で取得できるスキルであり、Flowerの4人を編成した時に発動する。

### 各種機能など
「お知らせ」「オプション」など、名前の通りの機能については、割愛している。
ストーリー
「メインストーリー」「キャラクターエピソード」「イベントストーリー」などの各種ストーリーを閲覧する事が出来る。各ストーリーは複数のチャプターに分かれており、順次解放していく必要ある。尚、イベントストーリー(『CUE!ROOM』を含む)に関しては、イベント終了後でもアイテムを使う事でチャプターを解放する事が出来る。
レッスン
複数の作中作が登場し、各作品ごとに複数の担当声優が設定されている。例えば「魔法少女協会マジックワークス」の場合、Flowerの四人が設定されており、各声優ごとに三つのチャプターに分かれたレッスンがある。チャプターが進むごとに消費するLPも増えていき、いずれかの声優でレッスンのチャプターの習熟度を100％にする事で、「収録」の当該チャプターが解放される仕組みになっている。「収録」のチャプター解放というだけでなく各声優カードの強化も少しずつ行える他、「リンクボーナス」の習得なども行う事ができる。尚、レッスンそのものは四人のユニットで行うが、メイン以外の三人は様々な理由でレッスンを欠席したりする。
上記の「作品レッスン」の他に、「曜日レッスン」も存在する。例えば月曜日は舞花、陽菜、悠希、あいり、の四人となっている。月曜日から金曜日の曜日レッスンは、その曜日と土日に開放され、それ以外の曜日では「解放曜日月土日曜日」(太字部分はそれぞれ丸文字表記)という形式のメッセージがでてロックされている。基本的には「作品レッスン」と同じだが、「作品レッスン」とは違い、収録が新しく解放されたりはしない。また、金曜日のレッスンはスタッフがパートナーとなる為、他のレッスンと異なり四人の誰でも欠席する可能性がある。尚、後日のアップデートで、金曜日のレッスンに限り、異なるチーム間であってもチーム処理が行われるようになった。
収録
「レッスン」で解放したチャプターを収録する事で、「上映」のチャプターを解放する事が出来る他、クリアすれば報酬としてアイテムを取得する事が出来る。
コンペ
後日追加された収録の派生機能で、一定期間ごとに変更される作中作のスコアで競い合う。通常の収録とはスコアがリンクされておらず、専用の収録を行う必要がある。コンペの成績によってランクが上昇・残留・下降し、一定期間終了ごとに、ランクによって決まる報酬が得られる。
声優
レッスンや収録の編成や、声優カードの強化・一覧の確認、各声優との絆ルームなどを行う事が出来る。
絆ルーム
各声優の実績(レッスンなどの回数など)の確認や、差し入れ及びそれによって育てられる「絆スキル」の設定などを行う事が出来る。声優との雑談もする事が出来る。

スカウト
新しい声優カードを取得する為の機能で、他ゲームでいう「ガチャ」に相当する。
イベント
企画イベントの他、曜日によって変更される「曜日イベント」(レッスンなど)を確認・参加できる。
上映
レッスンおよび収録を完了したチャプター・作品をアニメ動画として見る事が出来る。全部のチャプターを解放した作品は「全編再生」が可能な他、作品のあらすじ等も確認できる。
目標
「デイリー」「ウィークリー」「通算」「イベント」のミッションが出されており、それらをクリアする事によってアイテム・声優カードなどの報酬を受け取る事が出来る。
オフィス
「声優たちの日常」を見る事が出来る他、LP等を生産し、回復する事も出来る機能。生産設備を強化する事で、生産速度を向上させたり、ストック出来る上限を拡張する事が出来る。
ショップ
直接的な課金要素である「ブルージュエル」の購入や、「ブルージュエル」を使用したアイテム購入などが出来る。
交換所
「コイン」「フレンドポイント」などの、「ブルージュエル以外」のポイントを使ったアイテム購入などが出来る。
プロフィール
プレイヤーのプロフィールページ。ランク(レベル)やプレイヤーIDなどの確認や、プレイヤー名や称号、推し声優、ゲスト声優の確認・変更、名刺の作成などを行う事が出来る。
名刺
プレイヤー名やID等の情報を盛り込んだ、『名刺画像』を作って出力できる機能。Twitter等でフレンドを募集する際等に使用できる。

フレンド
他ゲームではフレンドを申請し、受理される必要のあるものもあるが、本作においては「フォロー」「フォロワー」という形式になっており、TwitterなどのSNSのような形式となっている。同時にフォローできる人数には制限があり、ランクを上げていくことで、拡張する事ができる。
アイテム
所持アイテムの確認・使用などができる。プレイ中取得できるアイテム「貯金箱」は使用する事によってコインを増やせるアイテムなので、注意が必要。また、強化系アイテム等は、専用の場所でしか使えない。
アルバム
全声優の声優カードの確認や、オープニングムービーの再生などが出来る。

## 作中作

### 作中作（原作ゲーム）
5作目以降はイベントでの実装であり、イベント終了後、しばらくの間はレッスンや収録が行えない状態を経た上で、その後のアップデートで通常追加される流れになっている。
| 通算 | 作品名                        | 担当チーム | 役名         | 役名         | 役名         | 役名       | 備考                                                  |
| 通算 | 作品名                        | 担当チーム | 一人目       | 二人目       | 三人目       | 四人目     | 備考                                                  |
| ---- | ----------------------------- | ---------- | ------------ | ------------ | ------------ | ---------- | ----------------------------------------------------- |
| 01   | 魔法少女協会マジック◆ワークス | Flower     | 大崎あかね   | 経堂みずな   | 真間ふうか   | 黒川ことり | 『Flower』デビュー作。                                |
| 02   | ふぇありん∞ふぇありん         | Bird       | ララ         | リリ         | ルル         | レーン     | 『Bird』デビュー作。                                  |
| 03   | こんにちは、いただきます      | Wind       | そぷら       | めぞん       | あると       | すこあ     | 『Wind』デビュー作。                                  |
| 04   | 黒白のグィネヴィア            | Moon       | グィネヴィア | 朝霧或耶     | 取戸芽瑠     | エスカ     | 『Moon』デビュー作。                                  |
| 05   | C.Q.                          | Moon       | 櫻乃ハクア   | 日芽川ライム | 柿根ヒスイ   | 氷堂ワタリ | 『CUE! Screening Party [C.Q.]』イベントにて初公開。   |
| 06   | トッケン                      | Wind       | アカネ       | カオリ       | サチ         | タオ       | 『CUE!Screening Party[トッケン]』イベントにて初公開。 |
| 07   | まお国-魔王、国を成す-        | Flower     | 魔王         | 勇者         | 司祭         | 少女       | 『CUE!Screening Party[まお国]』イベントにて初公開。   |
| 08   | オーバーライド・レジェンダリ  | Bird       | サクラ       | カレン       | ルーシー     | エマ       | 『CUE!Screening Party[O.L.]』イベントにて初公開。     |
| 09   | あしバシッ！                  | Wind       | 矢島せつは   | 渋谷けい     | 御前崎くるみ | 菊橋あおい | 『CUE!Screening Party[あしバシッ！]』にて初公開。     |
| 10   | 空繰戯曲グレイゼファー        | Bird       | スヴェン     | エリシュ     | ケルッコ     | ラウル     | 『CUE!Screening Party[グレイゼファー]』にて初公開。   |
| 未   | Beast Blood Blend             | Moon       | ニーナ       | シャルロット | マルコ       | スタン     | ゲーム本編未公開作。 TVアニメBlu-ray第6巻に収録。     |

### 作中作（アニメ）
蒼き谷のアルマ
第1話で陽菜がアフレコをしていたアニメ。ファンタジー物の作品であり、陽菜が一番好きなアニメでもある。
花爛漫！ ブルームボール
陽菜たちが初めて受けたオーディション。24名の配役をオーディションで決める事になり、そのお陰でエールブルーからも全員受ける事が出来た（ただし、凛音はエールブルーに未加入）。漫画が原作のアニメ作品。
Project Vogel（プロジェクト・フォーゲル）
エールブルーに持ち込まれたアイドル企画。クラウドファンディングで費用を集めるタイプの企画で、楽曲制作、CD発売、ライブ活動などを中心に活動していくプロジェクトとなっており、架空のアイドルユニットとして売り出すことを想定している。悠希を始めとするBirdのメンバーが参加することになり、これがきっかけでVogel組が発足する。なお、「Vogel」とはドイツ語で「鳥」という意味である。
Chun×4（フォーチュン）
メンバーは結城つぐみ（cv:天童悠希）、香椎瞳子（cv:恵庭あいり）、花栗沙希（cv:赤川千紗）、一ノ瀬りん（cv:九条柚葉）。第3話で結成したが、本格的な活動シーンは第9話から描かれている。Vogel期唯一のユニットであり、後述するHimmel期でも引き続き活動している。
Project Himmel(プロジェクト・ヒンメル)
Project Fogelの発展型プロジェクトである。第15話にて今までChun×4のみで活動してきた企画の終了が告げられ、同時に新たなメンバーを加えた新プロジェクトとして発表された。第22話では、Chun×4を含む全4チームによってステージが開催された。なお、「Himmel」はドイツ語で「大空」という意味である。
LUNA ω rabbits（ルナ・ラビッツ）
メンバーは、環未緒（cv:遠見鳴）、緒乃ひまり（cv:明神凛音）、大路エマ（宇津木聡里）、宝生紬（cv:丸山利恵）。第15話にて利恵たちMoonが結成したユニット。第18話より本格的な活動シーンが描かれる。Himmel期で最初に結成されたユニットであり、通算では2番目のユニット。
Harmonia（ハルモニア）
メンバーは、真宮彩葉（cv:日名倉莉子）、片桐瑞穂（cv:宮路まほろ）、朝倉明菜（cv:神室絢）、花京院聖子（cv:夜峰美晴）。美晴たちWindが結成したユニット。結成話不明、第22話で初めて登場した。なお「Harmonia」はギリシア語で「調和」を意味する。
Meguli-華
メンバーは、美住いち香（cv:月居ほのか）、観月琴音（cv:鹿野志穂）、真希一美（cv:鷹取舞花）、久坂まり（cv:六石陽菜）。陽菜たちFlowerが結成したユニット。結成話不明、第22話で初めて登場した。
向かい風を捕まえて
第6話でWindのメンバーが始めたWebラジオ番組。仕事として持ち込まれた企画ではなく、メンバーが自発的に始めた同人活動に近い。

## イベント
最初に開催されたイベント『Girls meet meat! アラカルト』では、『レッスンを繰り返して収録チケットを貯める→収録を繰り返して「お肉」とポイントを貯める→累計ポイントが一定値に達する事にイベントストーリーのチャプターが解放され、「お肉」を消費する事でイベントボックスガチャを回せる』という形式が取られた。尚、イベントで解放できなかったチャプターは、後日でもアイテム『思い出のオルゴール』を消費する事で解放できる。ガチャでイベント限定声優を手に入れる形式の為、「ガチャ型イベント」と言える。
二回目に開催されたイベント『CUE!Screening Party[C.Q.]』はアニメ収録型のイベントであり、おおまかな流れはガチャ型と同じで、イベントアイテム「クローバー」を交換所にて所定の交換品を交換する仕様だった。イベント限定声優もここで交換できたが、★4ランクの声優は交換所では一枚しか交換できず、残りはランキング報酬となっていた。
三回目に開催された『CUE!ROOM』はゲーム内声優が生配信を行うというイベントであり、プレイヤーはレッスンを繰り返して「超！特訓」を何度も発生させ、「超！特訓」中にしかドロップしないアイテムを元に、配信中の声優たちを応援するという形式が取られた。プレイヤーごとの総応援量によってイベント限定声優を含む声優が解放され、称号も獲得可能であった。
尚、四回目に開催されたイベントは「ガチャ型イベント」であった。
2020年10月には初の復刻イベント『復刻イベント Girls meet meat! アラカルト』が開催された他、同年12月には『コンペ』報酬のポイントで交換出来るものに過去イベント限定声優が追加される等、新規プレイヤーにも配慮した形になっている。

## ラジオ
『CUE!&A』（キュウアンドエー）のタイトルで、文化放送にて2019年7月6日から9月28日まで「A&G TRIBAL RADIO エジソン」（毎週土曜 21時～23時）内にて放送されていた。
同年9月30日からは、動画付生配信番組として『A&G NEXT ICON 超!CUE!&A』が毎週月～木曜日に配信開始。月曜日は内山悠里菜（六石陽菜 役）、火曜日は安齋由香里（夜峰美晴 役）、水曜日は宮原颯希（赤川千紗 役）、木曜日は土屋李央（遠見鳴 役）がパーソナリティを担当している。2022年9月22日放送終了。

## 関連CD類
コミックマーケット96にて限定ミニアルバム「See you everyday」が発売された。収録内容はゲームのオープニングテーマ曲と各チームのテーマ曲であったが、シングル「Forever Friends」およびチームシングル01~04にて、（完全に同一音源かは分からないものの、）それぞれ再収録された。
16人で歌っている曲については『AiRBLUE』名義、チームで歌っている曲については『AiRBLUE ○○』という形式(○○にチーム名が入る)の名義で発表されている。
尚、『AirBlue』名義で2005年から活動しているジャズユニットAirBlueとは同名なだけで無関係だが、2023年8月7日時点ではAmazon等で混同されているため、留意が必要である。

### シングル
|            | 発売日         | タイトル                   | 規格品番   | 規格品番   |
| 初回限定盤 | 発売日         | タイトル                   | 通常盤     |            |
| ---------- | -------------- | -------------------------- | ---------- | ---------- |
| 1st        | 2019年11月27日 | Forever Friends            | PCCG-01840 | PCCG-01845 |
| 2nd        | 2020年3月25日  | beautiful tomorrow         | PCCG-01888 | PCCG-01889 |
| 3rd        | 2020年8月26日  | Colorful／カレイドスコープ | PCCG-01915 | PCCG-01916 |
| 4th        | 2021年1月6日   | 最高の魔法                 | PCCG-01960 | PCCG-01961 |

### チームシングル
|     | 発売日        | タイトル                  | チーム名 | 規格品番   |
| --- | ------------- | ------------------------- | -------- | ---------- |
| 1st | 2020年1月22日 | Knocking On My Dream      | Flower   | PCCG.01859 |
| 2nd | 2020年1月22日 | にこにこワクワク 最高潮！ | Bird     | PCCG.01860 |
| 3rd | 2020年2月12日 | Good meal, Good life      | Wind     | PCCG.01861 |
| 4th | 2020年2月12日 | MiRAGE! MiRAGE!!          | Moon     | PCCG.01862 |
| 5th | 2020年9月16日 | Reach For The World!      | Moon     | PCCG-01921 |
| 6th | 2020年9月16日 | NAZO-NAZE Jumping!        | Wind     | PCCG-01922 |
| 7th | 2020年9月16日 | Red or Blue?              | Flower   | PCCG-01923 |
| 8th | 2020年9月16日 | Override!                 | Bird     | PCCG-01924 |

### アルバム
|            | 発売日        | タイトル              | 規格品番   | 規格品番   |
| 初回限定盤 | 発売日        | タイトル              | 通常盤     |            |
| ---------- | ------------- | --------------------- | ---------- | ---------- |
| 1st        | 2021年4月21日 | Talk about everything | PCCG-01994 | PCCG-01995 |

### アニメ主題歌CD
|            | 発売日        | タイトル                                     | 規格品番  | 規格品番  |
| 初回限定盤 | 発売日        | タイトル                                     | 通常盤    |           |
| ---------- | ------------- | -------------------------------------------- | --------- | --------- |
| 1st        | 2022年1月26日 | スタートライン／はじまりの鐘の音が鳴り響く空 | PCCG-2115 | PCCG-2116 |
| 2nd        | 2022年5月18日 | Tomorrow's Diary／ゆめだより                 | PCCG-2125 | PCCG-2126 |

## テレビアニメ
2020年11月1日に開催された『CUE! 1st Anniversary Party「See you everyday」』内にてテレビアニメ化が発表された。2022年1月から6月まで毎日放送・TBS『アニメイズム』B1枠ほかにて2クールで放送された。
作中のアフレコスタジオは、実在するスタジオを参考にCGで作成された。
監督の片貝は、本作はストーリー的にはリアルとファンタジーの中間だとし、一番リアルな要素としてコントロールルームでの会話を挙げた。音響監督のハマノは、実際にアフレコで決め台詞の前に息を入れるとノイズになるため行わないが、入れたほうが作品としては面白いという考えから、ファンタジーの要素として作中では息を入れて気合を入れる場面があることを話した。
原作ゲームからは大きくストーリーが変更されており、例えば陽菜たちのデビュー作は原作では「魔法少女協会マジック◆ワークス」だが、アニメ版では「花爛漫！ ブルームボール」である。グループの呼び方も原作ではFlower、Birdといったものだが、アニメ版ではデビュー作にちなんだ「ブルームボール組」「フォーゲル組」という呼び方である。

### スタッフ
- 原作 - リベル・エンタテインメント[33][36]
- キャラクター原案 - シソ[36]
- 監督 - 片貝慎[33][36]
- 助監督 - 鹿谷拓史、西邑大輔、加藤もえ
- シリーズ構成 - 浦畑達彦[33][36]
- キャラクターデザイン - 谷口元浩[33][36]
- サブキャラクターデザイン - 西村理恵[36]
- プロップデザイン - 野田智弘、鈴木彩乃、薮田裕希、高橋和徳、臼井里江
- 美術監督 - 松本浩樹[36]
- 美術設定 - 行方利晴、平義樹弥
- 色彩設計 - 松森より子[36]
- 撮影監督 - 加納篤[36]
- 編集 - 近藤勇二[36]
- 音響監督 - ハマノカズゾウ[36]
- 音楽 - 中西亮輔[36]
- 音楽プロデューサー - 鎗水善史
- 音楽制作 - ポニーキャニオン、アップドリーム[36]
- プロデューサー - 鎗水善史、野島鉄平、根木晴之、前田俊博、山田公平、福井詔雄
- アニメーションプロデューサー - 後藤史臣
- アニメーション制作 - ゆめ太カンパニー、グラフィニカ[33][36]
- 製作 - CUE! Animation Project[37]

### 主題歌
「スタートライン」
AiRBLUEによる第1クールオープニングテーマ。作詞・作曲はshilo、編曲は宝野聡史。
「はじまりの鐘の音が鳴り響く空」
AiRBLUEによる第1クールエンディングテーマ。作詞・作曲・編曲は伊藤賢。
「さよならレディーメイド」
AiRBLUEによる第12話エンディングテーマ。作詞・作曲・編曲は奈須野新平。
「Tomorrow's Diary」
AiRBLUEによる第2クールオープニングテーマ。作詞はshilo、作曲・編曲は石濱翔（MONACA）。
「ゆめだより」
AiRBLUEによる第2クールエンディングテーマ。作詞・作曲は渡辺翔、編曲は湯浅篤。
「マイサスティナー」
AiRBLUEによる第22話エンディングテーマ。作詞・作曲は奈須野新平、編曲は奈須野新平と原田樹季。
「ミライキャンバス」
AiRBLUEによる第24話エンディングテーマ。作詞はshilo、作曲・編曲は石濱翔（MONACA）。

### 挿入楽曲
The Voice
作曲：shilo、編曲：中西亮輔
第6話挿入曲。
おつきさま
作詞：浦畑達彦、作曲・編曲：三谷秀甫
第7話挿入歌。
We Can Fly!!!!
作詞・作曲・編曲：ヒゲドライバー、歌：Chun×4
第9話・11話・22話挿入歌。
雫の結晶
作詞・作曲：ZAQ、編曲：松田彬人、歌：AiRBLUE
第16話挿入歌。
イロドリハート
作詞：真崎エリカ、作曲・編曲：矢鴇つかさ（Arte Refact）、歌：Chun×4
第18話挿入歌。
LUNΛ Labyrinth
作詞：中村彼方、作曲・編曲：原田篤（Arte Refact）、歌：LUNΛ ω rabbits
第18話・22話挿入歌。
The Voice
作詞：shilo、作曲・編曲：中西亮輔、歌：夜峰美晴
第20話挿入歌。
Whispers' Hope
作詞：真崎エリカ、作曲・編曲：木村孝明（KEYTONE）、歌：Harmonia
第22話挿入歌。
HARU・NARU
作詞：中村彼方、作曲・編曲：黒川陽介、歌：Meguli-華
第22話挿入歌。
Forever Friends
作詞・作曲：shilo、編曲：伊藤賢、歌：AiRBLUE
第22話挿入歌。

### 各話リスト
| 話数      | サブタイトル                   | 脚本              | 絵コンテ          | 演出                   | 作画監督                                                                                   | 総作画監督      | 初放送日      |
| --------- | ------------------------------ | ----------------- | ----------------- | ---------------------- | ------------------------------------------------------------------------------------------ | --------------- | ------------- |
| episode1  | はじまりのはじまり             | 浦畑達彦          | 片貝慎            | 片貝慎 鹿谷拓史        | 高橋和徳 臼井里江 野田智弘                                                                 | 谷口元浩        | 2022年 1月8日 |
| episode2  | それぞれの色                   | 浦畑達彦          | Royden B          | 寺岡臨                 | 佐藤祐子 ふたふさ 南原孝衣子 中島美子 野田智弘                                             | 西村理恵        | 1月15日       |
| episode3  | この出会いは運命               | 浦畑達彦          | 末田宜史          | 末田宜史               | 迫江沙羅 関本美穂 松下純子 小幡公春 冨樫彩菜                                               | 谷口元浩        | 1月22日       |
| episode4  | ラッキーカラー？               | 冨田頼子          | きみやしげる      | 砂川正和               | 針生愛里 今田茜 藤田亜耶乃                                                                 | 佐藤秋子        | 1月29日       |
| episode5  | スタートライン                 | 浦畑達彦          | 博多正寿          | ゆめ太カンパニー演出部 | 上原史也 小原佑太                                                                          | 田中彩 薮田裕希 | 2月5日        |
| episode6  | 向かい風を捕まえて             | 浦畑達彦          | 於地紘仁          | 於地紘仁               | 北條裕之 東美帆 臼井里江 野田智弘 林怡君                                                   | 西村理恵        | 2月12日       |
| episode7  | 月と太陽                       | 浦畑達彦 冨田頼子 | 砂川正和          | 砂川正和               | 今田茜 藤田亜耶乃 中島渚                                                                   | 佐藤秋子        | 2月19日       |
| episode8  | 100ぱーせんと                  | 浦畑達彦          | 吉田英俊          | 寺岡臨                 | 佐藤祐子 中島美子 南原孝衣子 森前和也                                                      | 谷口元浩        | 2月26日       |
| episode9  | We Can Fly!!!!                 | 片貝慎            | こでらかつゆき    | 吉田俊司               | 上原史也 丸山泰英                                                                          | 田中彩 薮田裕希 | 3月5日        |
| episode10 | この後、空いてますか？         | 浦畑達彦          | 北井嘉樹          | 北井嘉樹               | 大隈孝晴 鎌田均                                                                            | 西村理恵        | 3月12日       |
| episode11 | 飛び立て小鳥たち！             | 片貝慎            | 於地紘仁          | 西邑大輔               | 臼井里江 山口保則 吉田肇 高橋和徳 川島尚                                                   | 谷口元浩        | 3月19日       |
| episode12 | 声優のタマゴ                   | 浦畑達彦          | 畑博之            | 久保太郎               | 上原史也 丸山泰英                                                                          | 薮田裕希 田中彩 | 3月26日       |
| episode13 | 2期制作決定!?                  | 浦畑達彦          | 山本靖貴          | 山本靖貴               | 臼井里江 東美帆 西見昌一郎 酒井美佳 吉田肇 川島尚                                          | 西村理恵        | 4月9日        |
| episode14 | 運命の仕事                     | 浦畑達彦          | Royden B          | 安藤貴史               | 藤田正幸 臼田美夫 熊谷小夏 スタジオエル                                                    | 谷口元浩        | 4月16日       |
| episode15 | やっぱりこの仕事、お断りします | 土田霞            | 西邑大輔 片貝慎   | 真野玲                 | 飯塚葉子 飯飼一幸 浜辺ゆき                                                                 | 西村理恵        | 4月23日       |
| episode16 | 二十歳になった私へ             | 浦畑達彦          | 西邑大輔 片貝慎   | 浜名孝行               | 吉田和香子 森本浩文 古池ゆかり 櫻井拓郎                                                    | 谷口元浩        | 4月30日       |
| episode17 | サンダーウーマン！             | 浦畑達彦          | 西邑大輔          | 星野美鈴               | 宮本武史 西本成司 Da Jun オーロックス                                                      | 西村理恵        | 5月7日        |
| episode18 | 光                             | 土田霞            | 畑博之            | 又野弘道               | 飯飼一幸 鈴木彩乃                                                                          | 谷口元浩        | 5月14日       |
| episode19 | 3びきのこぶた                  | 土田霞            | 山﨑立士 加藤もえ | 村田尚樹               | 村上彩香 山下菜摘 吉田翔太 古池ゆかり 日下岳史 アラタハヤト                                | 西村理恵        | 5月21日       |
| episode20 | The Voice                      | 浦畑達彦          | Royden B          | Jang Hee Kyu 西邑大輔  | Won Chang hee Oh Eun soo Lim Keun soo                                                      | 谷口元浩        | 5月28日       |
| episode21 | 飛べない小鳥                   | 土田霞            | 畑博之            | 清水明                 | 酒井美佳 東美帆 西見昌一郎 吉田肇 LEE EUN-YOUNG ノーウォール                               | 西村理恵        | 6月4日        |
| episode22 | Forever Friends                | 片貝慎            | 加藤もえ          | 加藤もえ               | 臼井里江 西見昌一郎 酒井美佳 吉田肇 KIM YONG-SIK                                           | 谷口元浩        | 6月11日       |
| episode23 | 最終回                         | 浦畑達彦          | 畑博之            | 栗原ひばり             | 上原史也                                                                                   | 原田峰文        | 6月18日       |
| episode24 | はじまりのおわり               | 浦畑達彦 片貝慎   | 西邑大輔          | 西邑大輔               | 臼井里江 西見昌一郎 酒井美佳 吉田肇 東美帆 野田智弘 山口保則 鈴木彩乃 山本里織 SEO JUNG-HA | -               | 6月25日       |

### 放送局
| 放送期間                                              | 放送時間                     | 放送局    | 対象地域   | 備考                                          |
| ----------------------------------------------------- | ---------------------------- | --------- | ---------- | --------------------------------------------- |
| 2022年1月8日 - 6月25日                                | 土曜 1:55 - 2:25（金曜深夜） | 毎日放送  | 近畿広域圏 | 製作参加 / 字幕放送 / 初回は2:25 - 2:55に放送 |
|                                                       |                              | TBSテレビ | 関東広域圏 | 字幕放送 / 初回は2:25 - 2:55に放送            |
|                                                       | 土曜 2:30 - 3:00（金曜深夜） | BS-TBS    | 日本全域   | BS/BS4K放送                                   |
| 2022年1月11日 - 6月28日                               | 火曜 21:00 - 21:30           | AT-X      | 日本全域   | CS放送 / 字幕放送 / リピート放送あり          |
| 毎日放送・TBSテレビ・BS-TBSでは『アニメイズム』B1枠。 |                              |           |            |                                               |

| 配信開始日   | 配信時間                   | 配信サイト |
| ------------ | -------------------------- | --- |
| 2022年1月8日 | 土曜 2:55（金曜深夜） 更新 | バンダイチャンネル MBS動画イズム TELASA Amazon Prime Video ABEMA dアニメストア アニメフェスタ ひかりTV U-NEXT アニメ放題 FOD ニコニコチャンネル Rakuten TV Video Market GYAO!ストア DMM.com TVer GYAO! |
|              | 土曜 12:00 更新            | Hulu |
|              | 土曜 23:00 - 23:30         | ニコニコ生放送 |

| 毎日放送・TBS アニメイズム B1     | 毎日放送・TBS アニメイズム B1 | 毎日放送・TBS アニメイズム B1 |
| 前番組                            | 番組名                        | 次番組                        |
| --------------------------------- | ----------------------------- | ----------------------------- |
| 結城友奈は勇者である -大満開の章- | CUE!                          | 惑星のさみだれ                |

### BD
| 巻 | 発売日        | 収録話          | 規格品番   |
| -- | ------------- | --------------- | ---------- |
| 1  | 2022年3月16日 | 第1話 - 第4話   | PCXG-60111 |
| 2  | 2022年4月20日 | 第5話 - 第8話   | PCXG-60112 |
| 3  | 2022年5月18日 | 第9話 - 第12話  | PCXG-60113 |
| 4  | 2022年6月15日 | 第13話 - 第16話 | PCXG-60114 |
| 5  | 2022年7月20日 | 第17話 - 第20話 | PCXG-60115 |
| 6  | 2022年8月17日 | 第21話 - 第24話 | PCXG-60116 |